# Gąsówka Stara
Gąsówka Stara – wieś w Polsce, położona w województwie podlaskim, w powiecie białostockim, w gminie Łapy.
| SIMC    | Nazwa   | Rodzaj    |
| ------- | ------- | --------- |
| 0034022 | Grabowo | część wsi |

W latach 1975–1998 miejscowość administracyjnie należała do województwa białostockiego.
Wierni kościoła rzymskokatolickiego należą do parafii Przemienienia Pańskiego w Poświętnem.